# Прілог-Вій
Прілог-Вій (рум. Prilog-Vii) — село у повіті Сату-Маре в Румунії. Входить до складу комуни Орашу-Ноу.
Село розташоване на відстані 438 км на північний захід від Бухареста, 30 км на схід від Сату-Маре, 122 км на північ від Клуж-Напоки.

## Населення
За даними перепису населення 2002 року у селі проживали 353 особи.
Національний склад населення села:
| Національність | Кількість осіб | Відсоток |
| -------------- | -------------- | -------- |
| румуни         | 238            | 67,4%    |
| угорці         | 106            | 30,0%    |
| цигани         | 8              | 2,3%     |

Рідною мовою назвали:
| Мова      | Кількість осіб | Відсоток |
| --------- | -------------- | -------- |
| румунська | 239            | 67,7%    |
| угорська  | 107            | 30,3%    |
| циганська | 7              | 2,0%     |